# Сара Крнич
Сара Крнич (серб. Сара Крњић, нар. 15 липня 1991) — сербська баскетболістка, бронзова призерка Олімпійських ігор 2016 року.

## Виступи на Олімпіадах
| Олімпіада           | Дисципліна | Місце |
| ------------------- | ---------- | ----- |
| Ріо-де-Жанейро 2016 | баскетбол  | 3     |